# Bojná
Bojná este o comună slovacă, aflată în districtul Topoľčany din regiunea Nitra, pe malul râului Bojnianka⁠(d). Localitatea se află la altitudinea de 202 m deasupra n.m., se întinde pe o suprafață de 33,81 km2 și în 2017 număra 2.037 de locuitori.

## Istoric
Localitatea Bojná este atestată documentar din 1424.

## Demografie
| An:                | 1994 | 2004   | 2014   | 2024   |
| ------------------ | ---- | ------ | ------ | ------ |
| Număr de persoane: | 2064 | 1933   | 2033   | 1957   |
| Diferență:         |      | −6,34% | +5,17% | −3,73% |

| An:                | 2023 | 2024   |
| ------------------ | ---- | ------ |
| Număr de persoane: | 1967 | 1957   |
| Diferență:         |      | −0,50% |